# Ненад Беђик
Ненад Беђик (Суботица, 24. април 1989) српски веслачки репрезентативац. На Европском првенству 2012. освојио је бронзану медаљу у двојцу без кормилара и представљао је Србију у истој дисциплини на Олимпијским играма у Лондону. Европски првак постао је 2013. године у Севиљи, а на Медитеранским играма у Мерсину освојио је сребро. Године 2015. освојио је бронзане медаље на Европском и Светском првенству у двојцу без кормилара и квалификовао се за Олимпијске игре 2016.